# Оницевичи
Оницевичи (бел. Аніцавічы) — деревня в Берёзовском районе Брестской области Белоруссии. Входит в состав Селецкого сельсовета.

## География
Деревня находится в центральной части Брестской области, при автодороге Н-96, на расстоянии приблизительно 7 километров (по прямой) к западу от города Берёза, административного центра района. Абсолютная высота — 152 метра над уровнем моря. Площадь населённого пункта — 0,2879 км².

## История
По состоянию на 1905 год, в Оницевичах проживал 221 человек. В административном отношении деревня входила в состав Селецкой волости Пружанского уезда Гродненской губернии.
Согласно Рижскому мирному договору (1921), деревня вошла в состав межвоенной Польши. Входила в состав гмины Селец Пружанского повета Полесского воеводства Польши. В 1921 году числилось 78 жителей, проживавших в 16 домах. В этническом составе населения того периода поляки составляли 100 %. В конфессиональном составе населения преобладали православные христиане (100 %).
С 1939 года в БССР, с 1940 года деревня в составе Блуденского сельсовета.

## Население
По данным переписи 2019 года, в деревне проживало 20 человек.
| Год  | Население, человек |
| ---- | ------------------ |
| 1905 | 221                |
| 1921 | ↘ 78               |
| 2009 | ↘ 41               |
| 2019 | ↘ 20               |